# Festival del Còmic d'Angulema

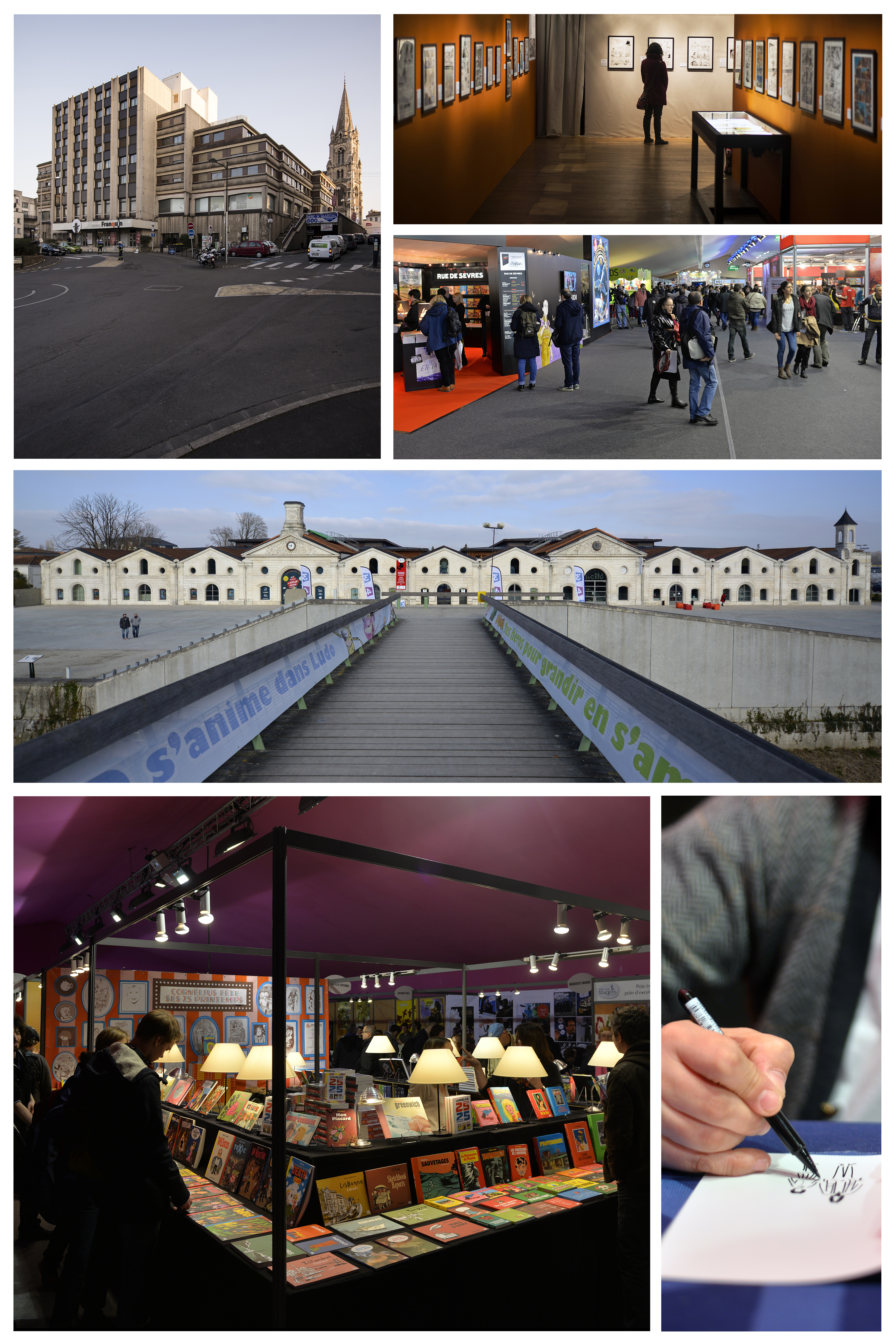
Festival del Còmic d'Angulema.

El Festival del Còmic d'Angulema (en francès Festival international de la bande dessinée d'Angoulême) és el segon festival de còmics més gran d'Europa i el tercer més gran del món després del Lucca Comics & Games i el Comiket. Ha tingut lloc al mes de gener cada any des del 1974 quan fou fundat per Francis Groux, Jean Mardikian, i Claude Moliterni a Angulema, França. Té més de 200.000 visitants cada any, uns 800 dels quals són periodistes i entre 6.000 i 7.000 són professionals. El festival té lloc arreu de la ciutat i es divideix en diverses àrees no connectades entre elles directament.
Des del 2003 el Govern de Corea del Sud hi tingué participació oficial.
Des del 2007, el festival compta amb un gat fer (en francès Le Fauve) com a mascota. La va crear Lewis Trondheim, guanyador del gran premi del festival del 2006. A partir del 2008 els guanyadors dels premis del festival reben figuretes amb el gat fer com a premis, sent la del premi al Millor àlbum banyada en or.
A l'edició de 2014 hi hagué una controvèrsia per l'exposició d'uns manhwa demanats pel govern sud-coreà sobre les dones de confort. Un autor japonès revisionista exposà un manga narrant fets contraris.

## Premis
- Millor àlbum (Le Fauve d'or)
- Essencials Festival del Còmic d'Angulema (premia 5 albums)
- Revelació essencial (millor autor revelació)
- Fnac-SNCF essencial (premi del públic)
- Patrimoni essencial (premi gran jurat)
- Jove essencial (premi panell de joves)